# Formiche Alto (kommunhuvudort)
Formiche Alto är en kommunhuvudort i Spanien.   Den ligger i provinsen Provincia de Teruel och regionen Aragonien, i den östra delen av landet, 240 km öster om huvudstaden Madrid. Formiche Alto ligger 1 089 meter över havet och antalet invånare är 186.
Terrängen runt Formiche Alto är kuperad norrut, men söderut är den platt. Formiche Alto ligger nere i en dal. Runt Formiche Alto är det mycket glesbefolkat, med 2 invånare per kvadratkilometer. Närmaste större samhälle är Teruel, 18,3 km väster om Formiche Alto. 